# Oddíl kosmonautů Institutu lékařsko-biologických problémů
Oddíl kosmonautů Institutu lékařsko-biologických problémů byl jedním z oddílů kosmonautů v Rusku, resp. do roku 1991 v Sovětském svazu. Vznikl 5. května 1972 jako skupina kandidátů na kosmonauty Institutu lékařsko-biologických problémů (IMBP, Институт медико-биологических проблем) ministerstva zdravotnictví. Dne 21. července 1978 byla skupina přejmenována na oddíl. Početnost oddílu během let kolísala, maximálního stavu deseti členů dosáhl koncem 80. let. Roku 2000 se stal IMBP i s oddílem součástí Ruské akademie věd. Ze členů oddílu kosmický let absolvovali pouze dvakrát Valerij Poljakov, držitel rekordu v délce kosmického letu (438 dní), a jednou Boris Morukov. Oddíl zanikl koncem prosince 2010 odchodem posledního kosmonauta Sergeje Rjazanského do Střediska přípravy kosmonautů.

## Složení oddílu
Výběr kandidátů na kosmonauty z řad lékařů IMBP začal roku 1968, výraznou roli v organizaci oddílu sehrál bývalý kosmonaut Boris Jegorov. Tři finalisté výběru (lékaři Georgij Vladimirovič Mačinskij a Valerij Vladimírovič Poljakov a fyzik Lev Nikolajevič Smirennyj) získali 22. března 1972 souhlas Státní meziresortní komise a od 5. května 1972 se stali členy nově vytvořené skupiny kosmonautů IMBP. Zůstali na svých dosavadních pracovištích, kosmický výcvik probíhal pouze v rámci institutu. Mačinskij byl už v červnu 1974 vyřazen ze zdravotních důvodů. 21. července 1978 byla dvoučlenná skupina kosmonautů IMBP reorganizována v oddíl, který už byl samostatnou složkou institutu, vedoucím oddílu byl jmenován Valerij Poljakov.
Roku 1976 začal další výběr lékařů do skupiny, v prosinci 1978 byli do oddílu zařazeni German Semjonovič Arzamasov, Alexandr Viktorovič Borodin a Michail Georgijevič Potapov.
Roku 1979 bylo rozhodnuto o opětovné účasti žen v letech do kosmu. Také mezi lékařkami v IMBP se našly kandidátky toužící po kosmických letech, čtyři z nich – Galina Vasiljevna Amelkinová (odešla z institutu už roku 1983), Jelena Ivanovna Dobrokvašinová, Tamara Sergejevna Zacharovová a Larisa Grigorjevna Požarská – prošly všemi koly výběru a v srpnu 1980 byly začleněny do oddílu.
V polovině 80. let byli ze stavu kosmonautů vyřazeni Potapov a Smirennyj, náhradou přišel v říjnu 1985 konstruktér Jurij Nikolajevič Stěpanov.
V lednu 1989 byl oddíl rozšířen o tři nové členy – Vladimira Vladimiroviče Karaština, Vasilije Jurjeviče Lukjaňuka a Borise Vladimiroviče Morukova, nyní měl maximální velikost deseti kosmonautů.
Po sérii odchodů a přeložení v letech 1993–1995 zůstali v oddílu pouze Morukov, Karaštin a Lukjaňuk. Po odchodu Karaština a Lukjaňuka v lednu 2002 a únoru 2003 se oddíl zúžil na jediného člena, proto byl v novém náboru přijat v květnu 2003 Sergej Nikolajevič Rjazanskij. V listopadu 2007 opustil svého kolegu Boris Morukov, v IMBP tak zůstal jediný kosmonaut, který koncem roku 2010 z IMBP odešel a od 1. ledna 2011 se stal kosmonautem Oddíl kosmonautů CPKStřediska přípravy kosmonautů. Oddíl IMBP tak zanikl.

## Účast v posádkách a kosmických letech

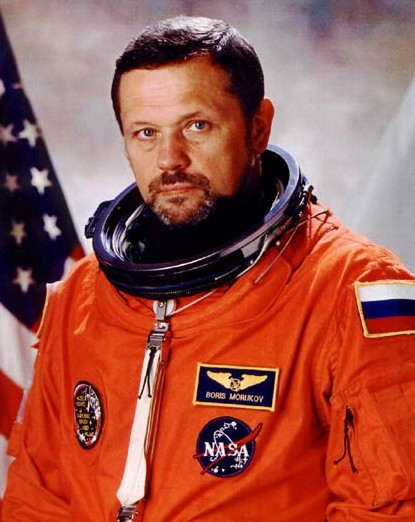
Boris Morukov, druhý kosmonaut IMBP, který se dostal do vesmíru

Koncem 70. let byl naplánován dlouhodobý let lékaře na stanici Saljut. V prosinci 1979 zahájil přípravu k letu Sojuzu T-3 Poljakov v hlavní posádce a Potapov v záložní. Koncem května 1980 byl program letu Sojuzu T-3 změněn na opravářský. Byla sestavena nová hlavní posádka, stávající posádky zůstaly v záloze, po startu Sojuzu byly rozpuštěny.
Plány na lékařský let byly brzy obnoveny, od června 1983 se v Hvězdném městečku připravovali Poljakov a kardiolog Oleg Aťkov, od srpna byl Poljakov určen do záložní posádky, let Aťkova na Saljut 7 v Sojuzu T-10 proběhl v únoru – říjnu 1984.
Členka oddílu IMBP Jelena Dobrokvašinová byla v prosinci 1984 zařazena do čistě ženské posádky se Světlanou Savickou a Jekatěrinou Ivanovovou. Let žen byl v listopadu 1985 zrušen, roku 1986 byla příprava obnovena, ale v dubnu 1987 opět zrušena.
V únoru 1988 zahájili přípravu v CPK k dlouhodobému letu v Sojuz TM-6 na stanici Mir  Poljakov v hlavní posádce, Arzamasov v druhé a Borodin v třetí. Do vesmíru odstartoval Poljakov v srpnu 1988 na osm měsíců.  
V polovině 90. let byl připravován další rekordní dlouhodobý let lékaře. Od ledna 1993 v CPK začali přípravu ve skupině Poljakov, Arzamasov a Morukov. V červenci byl Poljakov určen do hlavní a Arzamasov záložní posádky letu Sojuzu TM-18. Poljakov nakonec strávil v kosmu 438 dnů od ledna 1994 do března 1995, délka jeho letu dodnes (2011) nebyla překonána.
Další let lékaře do vesmíru se připravoval od srpna 1997, v Hvězdném městečku cvičili Morukov, Karaštin a Lukjaňuk. V únoru 1998 byla akce zrušena.
V lednu 1999 odjel Morukov do střediska NASA v Houstonu, poté co byl zařazen do posádky letu STS-101. Později byl přeřazen na misi STS-106. Let STS-106 ke stanici ISS se uskutečnil v září 2000.

## Vedoucí oddílu
- Valerij Poljakov 1978 – 1989
- German Arzamasov 1989 – 16. června 1994
- Vasilij Lukjaňuk 16. června 1994 – 2000
- Boris Morukov 2000 – 13. listopadu 2007

## Přehled kosmonautů IMBP
| Jméno                          | Narození/úmrtí                      | V oddílu od     | Lety                                                        | Celkem v kosmu               | V oddílu do                                       |
| ------------------------------ | ----------------------------------- | --------------- | ----------------------------------------------------------- | ---------------------------- | ------------------------------------------------- |
| Georgij Vladimirovič Mačinskij | 11. října 1937                      | 5. května 1972  |                                                             |                              | 4. června 1974                                    |
| Valerij Vladimírovič Poljakov  | 27. dubna 19427. září 2022          | 5. května 1972  | Sojuz TM-6/Mir/TM-7, 1988/89 Sojuz TM-18/Mir/TM-20, 1994/95 | 678 dní, 16 hodin a 33 minut | 1. června 1995                                    |
| Lev Nikolajevič Smirennyj      | 25. října 1932                      | 5. května 1972  |                                                             |                              | 23. října 1986                                    |
| German Semjonovič Arzamasov    | 9. března 1946                      | prosince 1978   |                                                             |                              | 1. prosince 1995                                  |
| Alexandr Viktorovič Borodin    | 3. března 1953                      | prosince 1978   |                                                             |                              | 10. března 1993                                   |
| Michail Georgijevič Potapov    | 28. října 1952                      | prosince 1978   |                                                             |                              | 27. května 1985                                   |
| Galina Vasiljevna Amelkinová   | 22. května 1954 20. února 2014      | 5. srpna 1980   |                                                             |                              | května 1983                                       |
| Jelena Ivanovna Dobrokvašinová | 8. října 1947                       | 5. srpna 1980   |                                                             |                              | 10. března 1993                                   |
| Tamara Segejevna Zacharovová   | 11. dubna 1952                      | 5. srpna 1980   |                                                             |                              | 1. září 1995                                      |
| Larisa Grigorjevna Požarská    | 15. března 1947                     | 5. srpna 1980   |                                                             |                              | 10. března 1993                                   |
| Jurij Nikolajevič Stěpanov     | 27. září 1936                       | 5. října 1985   |                                                             |                              | 20. března 1995, přeložen do skupiny Akademie věd |
| Vladimir Vladimírovič Karaštin | 18. listopadu 1962 2. prosince 2015 | 20. října 1989  |                                                             |                              | 17. ledna 2002                                    |
| Vasilij Jurjevič Lukjaňuk      | 22. září 1958                       | 20. října 1989  |                                                             |                              | 18. února 2003                                    |
| Boris Vladimirovič Morukov     | 1. října 1950 1. ledna 2015         | 20. října 1989  | STS-106/ISS, 2000                                           | 11 dní, 19 hodin a 11 minut  | 13. listopadu 2007                                |
| Sergej Nikolajevič Rjazanskij  | 13. listopadu 1973                  | 29. května 2003 |                                                             |                              | prosince 2010, od 1. ledna 2011 kosmonaut CPK     |